# Na puti v Berlin
Na puti v Berlin (russisk: На пути в Берлин) er en sovjetisk spillefilm fra 1969 af Mikhail Jersjov.

## Medvirkende
- Vasilij Krasnov som Aleksej Petrov
- Nikolaj Trofimov som Ivan Zajtsev
- Gennadij Karnovitj-Valua som Sergej Konovalov
- Stepan Krylov
- Jurij Fisenko som Tolja